# Segundo de Chomón
] 

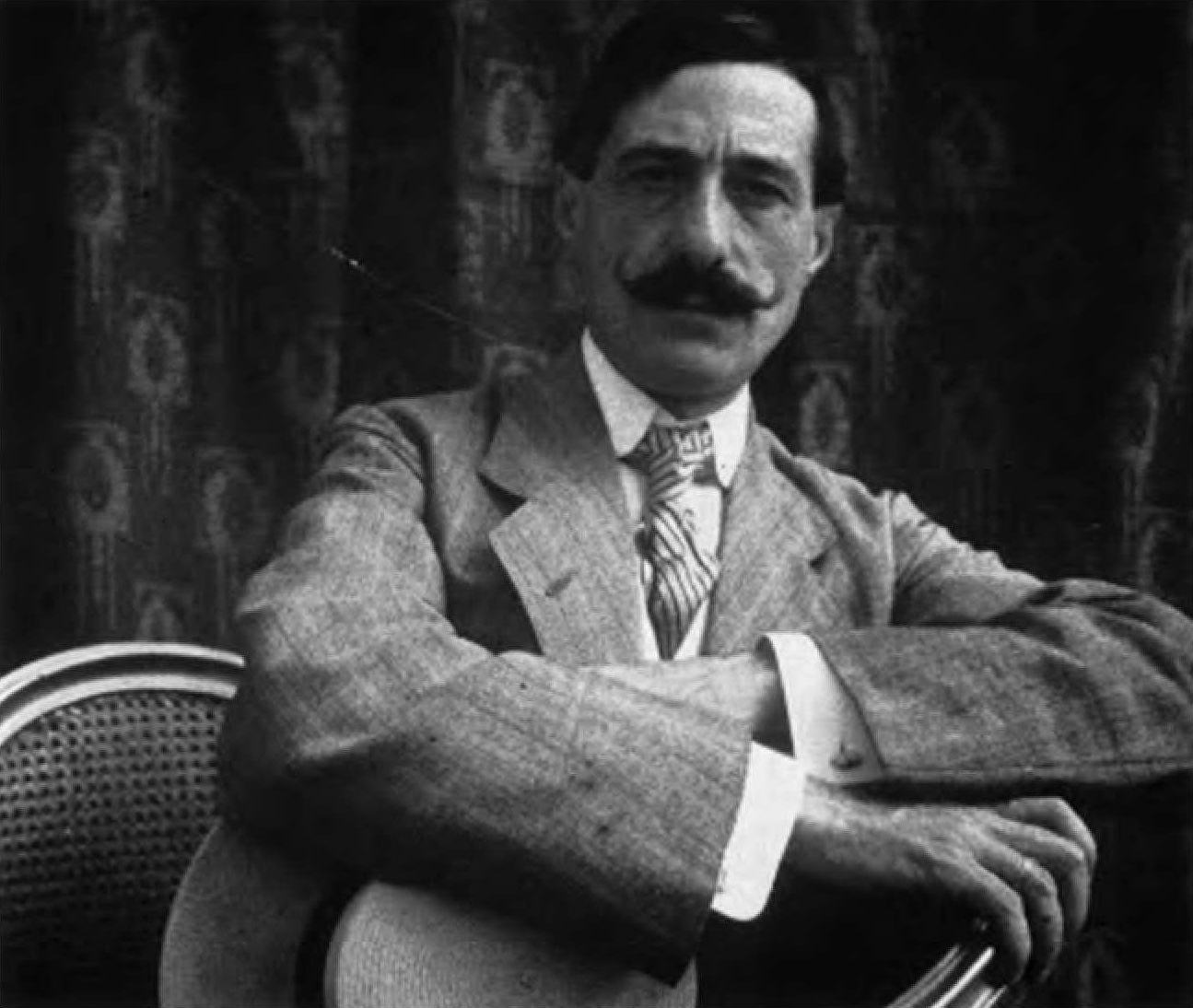
Segundo de Chomón omkring år 1900.

Segundo de Chomón, född 17 oktober 1871 i Teruel, död 2 maj 1929, var en spansk filmregissör, filmfotograf och specialeffektsmakare, verksam från 1903 i Frankrike, Spanien och Italien. Chomóns filmer lutade ofta åt det fantastiska och byggde i hög grad på specialeffekter, där han låg i framkant inom den tidiga kommersiella filmen. Han har ofta jämförts med Georges Méliès.

## Filmer i urval
- Le roi des dollars (1905)
- Aladin ou la lampe merveilleuse (1906) - endast foto
- La maison hantée (1906)
- Ali Baba et les quarante voleurs (1907)
- Les Kiriki, acrobates japonais (1907)
- Satan s'amuse (1907)
- Le scarabée d'or (1907)
- Le spectre rouge (1907)
- Excursion dans la lune (1908)
- El hotel eléctrico (1908)
- La maison ensorcelée (1908)
- La table magique (1908)
- Cabiria (1914) - endast specialeffekter
- Elden (1916)
- La guerra ed il sogno di Momi (1917) - endast specialeffekter
- Macistes i kronans kläder (Maciste alpino) (1917) - endast specialeffekter
- Den ondes besegrare (Maciste all'inferno) (1925) - endast specialeffekter
- Napoléon (1927) - endast specialeffekter